# Oscar Piastri
Oscar Jack Piastri (Melbourne, Victoria, 6 de abril de 2001) es un piloto de automovilismo australiano. Entre los años 2019 y 2021 logró tres títulos seguidos: Eurocopa de Fórmula Renault, Fórmula 3 y Fórmula 2 (estos dos últimos como debutante). Mientras que en 2017 fue subcampeón de la F4 Británica. En 2021 fue miembro de la Academia Alpine y piloto reserva de Alpine en 2022. Desde 2023 es piloto de McLaren en Fórmula 1, con la cual logró su primer podio en su año debut en el Gran Premio de Japón, primera victoria en el Gran Premio de Hungría de 2024, y primera pole position en el Gran Premio de China de 2025.

## Carrera

### Inicios
Tras los karts, inició su carrera en monoplazas en 2016, corriendo parte de la temporada 2016-17 de la Fórmula 4 EAU. Luego pasó al campeonato británico, donde alcanzó seis victorias y fue subcampeón detrás de Jamie Caroline.
En 2018 debutó en la Eurocopa de Fórmula Renault, torneo que ganó al año siguiente con siete victorias y otros cuatro podios.

### Fórmula 3 y Fórmula 2
Compitió en el Campeonato de Fórmula 3 de la FIA 2020 con el equipo Prema Racing. Ganó su carrera de debut en la categoría en Austria. Subió al podio tres veces seguidas en las rondas 3 y 4, y volvió a ganar en la carrera 2 de Barcelona. Subió al podio por última vez en la carrera 1 de Monza. En la última ronda, Piastri finalizó séptimo en la carrera 2, lo que le permitió poder coronarse campeón por tres puntos, delante de Théo Pourchaire y su compañero Logan Sargeant.

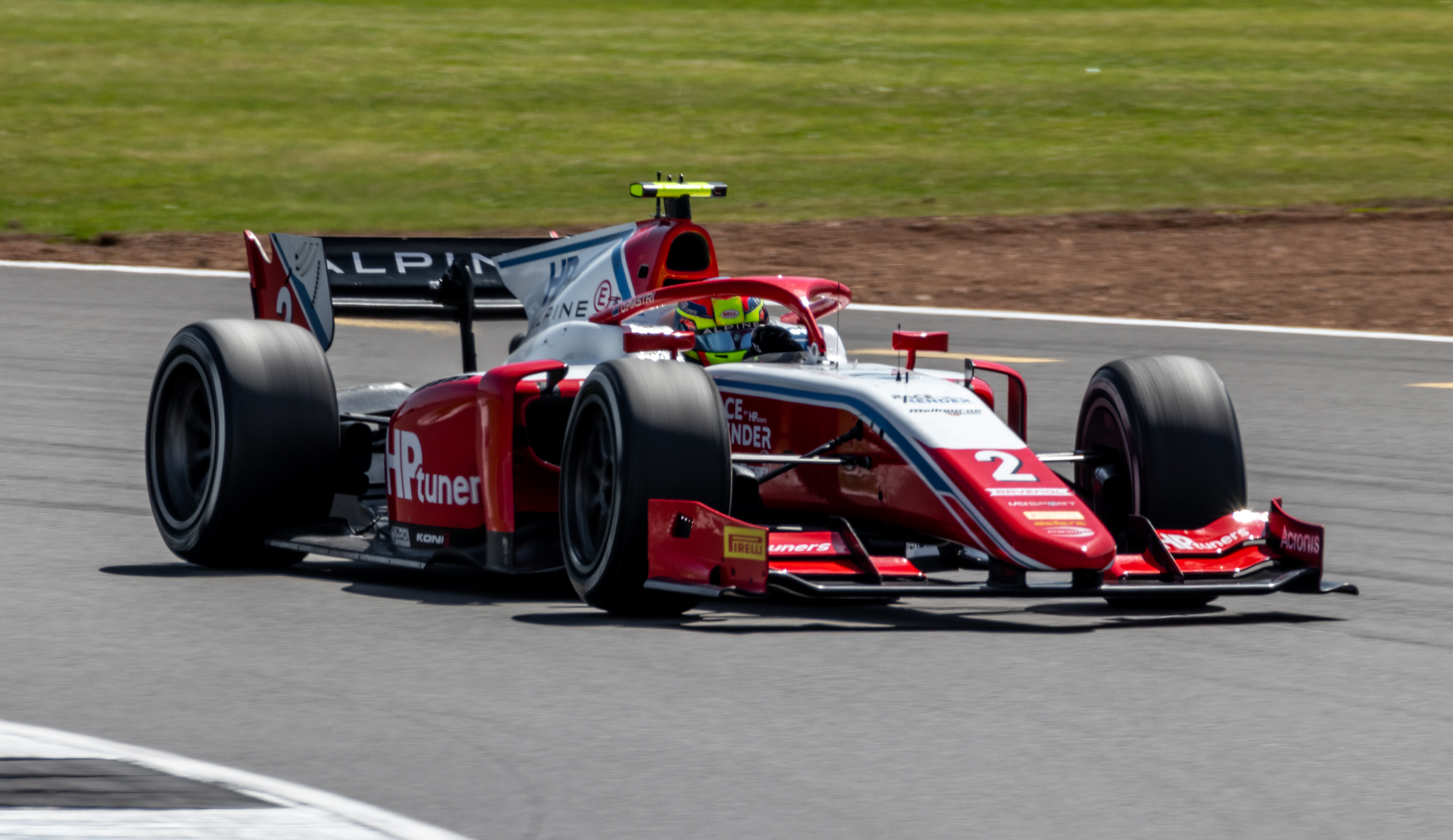
Piastri manejando para PREMA Racing en la Fórmula 2 2021.

En 2021 siguió en Prema para competir en el Campeonato de Fórmula 2 de la FIA. Su primera victoria en la categoría fue en la carrera 2 de la primera ronda. Gracias a buenos resultados que incluyen dos podios en Mónaco, uno en Bakú y uno en Silverstone, Piastri tomó la punta del campeonato tras la ronda 4, al superar a Guanyu Zhou, su compañero en la Academia Alpine. En las últimas cuatro rondas logró cuatro poles y cinco victorias que le permitieron reclamar el título en la última ronda del año.

### Fórmula 1

#### Piloto de pruebas

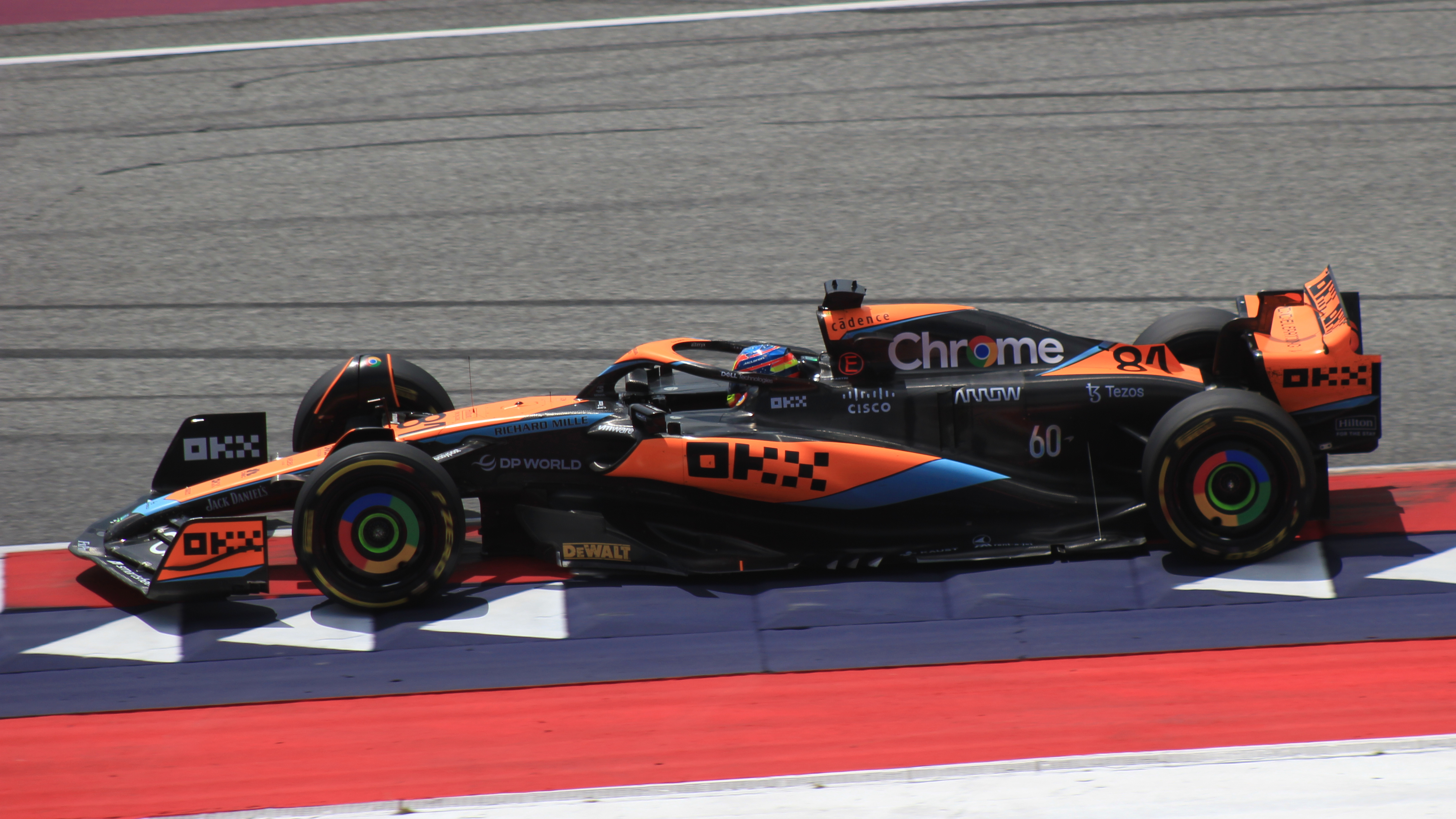
McLaren MCL60 de Oscar Piastri en el Gran Premio de Austria de 2023.

Dos días después de obtener el campeonato de Fórmula 2, Piastri disputó los entrenamientos de postemporada 2021 de Fórmula 1 con Alpine F1 Team. Fue el tercer piloto más rápido en el primer día detrás de Liam Lawson y Nyck de Vries. Al quedarse sin asiento de F1 para la temporada 2022, el australiano ocupó el rol de piloto reserva en el equipo francés. El día 12 de marzo, fue anunciado también como piloto reserva de McLaren.
El 2 de agosto de 2022 fue confirmado como titular de Alpine para 2023 en reemplazo de Fernando Alonso. Horas más tarde, Piastri desmintió esto, afirmando que no había firmado ningún contrato y que no pilotará con el equipo en 2023. Finalmente, un mes después, se hizo oficial su fichaje por McLaren en reemplazo de su compatriota Daniel Ricciardo, quien dejó el equipo al finalizar 2022.

#### McLaren (2023-)
Tras retirarse en su debut en Baréin por problemas eléctricos y finalizar 15.º en Arabia Saudita, Piastri suma sus primeros puntos en la «máxima categoría» con un octavo lugar en su tierra natal, en el Gran Premio de Australia. En Miami, con un coche poco competitivo, ni él ni su compañero Lando Norris pudieron salir de la zona baja de la parrilla, siendo este uno de los peores fines de semana para el equipo. Suma un punto con un décimo puesto en Mónaco. En una clasificación complicada bajo la lluvia en Canadá, sufre un trompo y choca contra las barreras, situandose noveno para finalizar el undécimo en carrera. En Gran Bretaña, el equipo implementó un importante paquete de mejoras en su monoplaza, con lo cual logró ubicarse en tercera posición en la sesión clasificatoria, mientras que en la carrera finalizó en cuarta posición, entrando por primera vez en el top 5. Los buenos resultados continúan en Hungría, con un quinto puesto. Demuestra su talento en el circuito de Spa-Francorchamps en condiciones de lluvia, clasificando y finalizando segundo detrás de Verstappen en la carrera sprint. Sin embargo, su carrera se vio arruinada el domingo al tener un roce en la largada con Carlos Sainz, retirándose inmediatamente. En Países Bajos, tuvo una colisión contra los muros en la segunda práctica libre y su compatriota Daniel Ricciardo hizo lo mismo para evitar chocar con él. El sábado, tiene un incidente con Sainz, quien lo bloquea en salida de boxes en Q1, pese a esto, se clasifica octavo para terminar noveno en carrera. En Italia, logró su primera vuelta rápida, pero no obtendría el punto adicional al haber finalizado la carrera en dúodecima posición.En la clasificación de Singapur, Stroll sufre un accidente en Q1 provocando una bandera roja que le impide a Oscar mejorar su tiempo, situandosé decimoséptimo. Pese a esto, firma una gran actuación al remontar 10 posiciones hasta el séptimo lugar.El 20 de septiembre renovó su contrato con McLaren hasta la temporada 2026. Cuatro días después, en el Gran Premio de Japón, Oscar logró su primer podio en la competición tras haber salido segundo en la grilla, siendo también votado como «Piloto del Día».En Catar, logra la victoria en la carrera sprint y corona el fin de semana con otro podio, terminando segundo y agotado luego de una difícil carrera con altas temperaturas.Sufre su tercer abandono en el año en el Gran Premio de los Estados Unidos al colisionar en la largada con Esteban Ocon, retirándose en la vuelta 10. Cierra una gran temporada debut en noveno puesto en el campeonato de pilotos con 97 puntos, mientras que el equipo escaló al cuarto puesto del campeonato de constructores con 302 puntos.
En la temporada 2024, se convirtió en el cuarto piloto de la historia de la categoría en completar el 100% de las vueltas de una temporada: Michael Schumacher en 2002 (1090/1090), Lewis Hamilton en 2019 (1262/1262), Max Verstappen en 2023 (1325/1325) y Oscar Piastri en 2024 (1444/1444).
En la temporada 2025, arranca la temporada con un octavo puesto en Albert Park, tras cometer un error persiguiendo a su compañero Lando Norris,  en China termina segundo en la Sprint por detrás de Lewis Hamilton pero gana la carrera principal, vuelve a terminar en el podio en Japón y luego de eso encadena tres victorias consecutivas en Sakhir, Jeddah y Miami, una hazaña que solo lograron otros 22 pilotos den la historia del deporte (21 de ellos campeones del mundo), encadena dos terceros puestos consecutivos en Imola y Monaco, Piastri lidera el mundial de pilotos por el momento con una ventaja de 15 puntos sobre Norris

## Resumen de carrera
| Temporada | Categoría                                   | Equipo                 | Carreras          | Victorias         | Poles             | VR                | Podios            | Puntos            | Pos.              |
| --------- | ------------------------------------------- | ---------------------- | ----------------- | ----------------- | ----------------- | ----------------- | ----------------- | ----------------- | ----------------- |
| 2016-17   | Campeonato de EAU de Fórmula 4              | Dragon F4              | 11                | 0                 | 0                 | 0                 | 2                 | 94                | 6.º               |
| 2017      | Campeonato de F4 Británica                  | TRS Arden Junior Team  | 30                | 6                 | 6                 | 5                 | 13                | 376.5             | 2.º               |
| 2018      | Eurocopa de Fórmula Renault                 | Arden Motorsport       | 20                | 0                 | 0                 | 0                 | 3                 | 110               | 8.º               |
| 2018      | Copa de Europa del Norte de Fórmula Renault | Arden Motorsport       | 8                 | 0                 | 0                 | 0                 | 0                 | 0                 | NC†               |
| 2019      | Eurocopa de Fórmula Renault                 | R-ace GP               | 19                | 7                 | 5                 | 6                 | 11                | 320               | 1.º               |
| 2020      | Campeonato de Fórmula 3 de la FIA           | Prema Racing           | 18                | 2                 | 0                 | 4                 | 6                 | 164               | 1.º               |
| 2021      | Campeonato de Fórmula 2 de la FIA           | PREMA Racing           | 23                | 6                 | 5                 | 6                 | 11                | 252               | 1.º               |
| 2021      | Fórmula 1                                   | Alpine F1 Team         | Piloto de pruebas | Piloto de pruebas | Piloto de pruebas | Piloto de pruebas | Piloto de pruebas | Piloto de pruebas | Piloto de pruebas |
| 2022      | Fórmula 1                                   | McLaren F1 Team        | Piloto de pruebas | Piloto de pruebas | Piloto de pruebas | Piloto de pruebas | Piloto de pruebas | Piloto de pruebas | Piloto de pruebas |
| 2023      | Fórmula 1                                   | McLaren Formula 1 Team | 22                | 0                 | 0                 | 2                 | 2                 | 97                | 9.º               |
| 2024      | Fórmula 1                                   | McLaren Formula 1 Team | 24                | 2                 | 0                 | 1                 | 8                 | 292               | 4.º               |
| 2025      | Fórmula 1                                   | McLaren Formula 1 Team | Disputándose      | Disputándose      | Disputándose      | Disputándose      | Disputándose      | Disputándose      | Disputándose      |
| Fuente:   |                                             |                        |                   |                   |                   |                   |                   |                   |                   |

- † Piastri fue piloto invitado, por lo tanto no fue apto para sumar puntos.

## Resultados

### Eurocopa de Fórmula Renault
(Clave) (negrita indica pole position) (cursiva indica vuelta rápida)

| Año     | Escudería | 1        | 2       | 3        | 4         | 5        | 6       | 7        | 8        | 9       | 10      | 11      | 12      | 13        | 14      | 15       | 16      | 17      | 18    | 19       | 20       | Pos. | Puntos |
| ------- | --------- | -------- | ------- | -------- | --------- | -------- | ------- | -------- | -------- | ------- | ------- | ------- | ------- | --------- | ------- | -------- | ------- | ------- | ----- | -------- | -------- | ---- | ------ |
| 2018    | Arden     | LEC 1 6  | LEC 2 5 | MNZ 1 12 | MNZ 2 Ret | SIL 1 11 | SIL 2 4 | MON 1 13 | MON 2 12 | RBR 1 6 | RBR 2 9 | SPA 1 3 | SPA 2 9 | HUN 1 7   | HUN 2 4 | NÜR 1 15 | NÜR 2 7 | HOC 1 3 | HOC 2 | CAT 1 16 | CAT 2 11 | 8.º  | 110    |
| 2019    | R-ace GP  | MNZ 1 18 | MNZ 2 4 | SIL 1    | SIL 2 1   | MON 1 4  | MON 2 5 | LEC 1 2  | LEC 2 6  | SPA 1   | SPA 2 4 | NÜR 1   | NÜR 2 1 | HUN 1 DNS | HUN 2 1 | CAT 1 5  | CAT 2 3 | HOC 1 2 | HOC 2 | YMC 1    | YMC 2 4  | 1.º  | 320    |
| Fuente: |           |          |         |          |           |          |         |          |          |         |         |         |         |           |         |          |         |         |       |          |          |      |        |

### Campeonato de Fórmula 3 de la FIA
(Clave) (negrita indica pole position) (cursiva indica vuelta rápida puntuable)

| Año  | Escudería    | 1    | 1    | 2    | 2    | 3   | 3   | 4    | 4    | 5    | 5    | 6   | 6   | 7   | 7   | 8   | 8   | 9   | 9   | Pos. | Puntos | Ref.   |
| ---- | ------------ | ---- | ---- | ---- | ---- | --- | --- | ---- | ---- | ---- | ---- | --- | --- | --- | --- | --- | --- | --- | --- | ---- | ------ | ------ |
| 2020 | Prema Racing | SPI1 | SPI1 | SPI2 | SPI2 | BUD | BUD | SIL1 | SIL1 | SIL2 | SIL2 | BAR | BAR | SPA | SPA | MNZ | MNZ | MUG | MUG | 1.º  | 164    | [ 32 ] |
| 2020 | Prema Racing | 1    | 8    | 4    | 5    | 2   | 2   | 2    | Ret  | 7    | 6    | 6   | 1   | 5   | 6   | 3   | Ret | 11  | 7   | 1.º  | 164    | [ 32 ] |

### Campeonato de Fórmula 2 de la FIA
(Clave) (negrita indica pole position) (cursiva indica vuelta rápida puntuable)

| Año  | Escudería    | 1   | 1   | 1   | 2   | 2   | 2   | 3   | 3   | 3   | 4   | 4   | 4   | 5   | 5   | 5   | 6   | 6   | 6   | 7   | 7   | 7   | 8   | 8   | 8   | Pos. | Puntos | Ref.   |
| ---- | ------------ | --- | --- | --- | --- | --- | --- | --- | --- | --- | --- | --- | --- | --- | --- | --- | --- | --- | --- | --- | --- | --- | --- | --- | --- | ---- | ------ | ------ |
| 2021 | PREMA Racing | SAK | SAK | SAK | MON | MON | MON | BAK | BAK | BAK | SIL | SIL | SIL | MNZ | MNZ | MNZ | SOC | SOC | SOC | YED | YED | YED | YMC | YMC | YMC | 1.º  | 252.5  | [ 10 ] |
| 2021 | PREMA Racing | 5   | 1   | 19† | 8   | 2   | 2   | Ret | 8   | 2   | 6   | 4   | 3   | 4   | 7   | 1   | 9   | C   | 1   | 8   | 1   | 1   | 3   | Ret | 1   | 1.º  | 252.5  | [ 10 ] |

### Fórmula 1
(Clave) (negrita indica pole position) (cursiva indica vuelta rápida)

| Año     | Escudería              | 1       | 2      | 3     | 4      | 5      | 6       | 7      | 8      | 9      | 10    | 11    | 12       | 13     | 14     | 15    | 16    | 17     | 18      | 19    | 20     | 21     | 22    | 23     | 24     | Pos. | Puntos |
| ------- | ---------------------- | ------- | ------ | ----- | ------ | ------ | ------- | ------ | ------ | ------ | ----- | ----- | -------- | ------ | ------ | ----- | ----- | ------ | ------- | ----- | ------ | ------ | ----- | ------ | ------ | ---- | ------ |
| 2023    | McLaren Formula 1 Team | BHR Ret | ARA 15 | AUS 8 | AZE 11 | MIA 19 | MON 10  | ESP 13 | CAN 11 | AUT 16 | GBR 4 | HUN 5 | BEL Ret2 | NED 9  | ITA 12 | SIN 7 | JPN 3 | QAT 21 | USA Ret | MEX 8 | SÃO 14 | LVG 10 | ABU 6 |        |        | 9.º  | 97     |
| 2024    | McLaren Formula 1 Team | BHR 8   | ARA 4  | AUS 4 | JPN 8  | CHN 87 | MIA 136 | EMI 4  | MON 2  | CAN 5  | ESP 7 | AUT 2 | GBR 4    | HUN 1  | BEL 2  | NED 4 | ITA 2 | AZE 1  | SIN 3   | USA 5 | MEX 8  | SÃO 82 | LVG 7 | QAT 31 | ABU 10 | 4.º  | 292    |
| 2025*   | McLaren Formula 1 Team | AUS 9   | CHN 12 | JPN 3 | BHR 1  | ARA 1  | MIA 12  | EMI 3  | MON 3  | ESP 1  | CAN 4 | AUT 2 | GBR 2    | BEL 12 | HUN 2  | NED   | ITA   | AZE    | SIN     | USA   | MEX    | SÃO    | LVG   | QAT    | ABU    | 1.º  | 284    |
| Fuente: |                        |         |        |       |        |        |         |        |        |        |       |       |          |        |        |       |       |        |         |       |        |        |       |        |        |      |        |

- * Temporada en progreso.

## Balance con compañeros de equipo en Fórmula 1
| Año     | Compañero    | Clasificación | Carrera      | Puntos       |
| ------- | ------------ | ------------- | ------------ | ------------ |
| 2023    | Lando Norris | 7-15          | 4-14         | 97-205       |
| 2024    | Lando Norris | 4-20          | 8-16         | 292-374      |
| 2025    | Lando Norris | Disputándose  | Disputándose | Disputándose |
| Fuente: |              |               |              |              |